# Demînivka, Fastiv
Demînivka (în ucraineană Деминівка) este un sat în comuna Didivșciîna din raionul Fastiv, regiunea Kiev, Ucraina.

## Demografie
Componența lingvistică a localității Demînivka
     Ucraineană (94,69%)
     Rusă (2,65%)
     Română (1,77%)
     Alte limbi (0,88%)
Conform recensământului din 2001, majoritatea populației localității Demînivka era vorbitoare de ucraineană (94,69%), existând în minoritate și vorbitori de rusă (2,65%) și română (1,77%).